# USS 렉싱턴 (CV-2)
USS 렉싱턴 (CV-2)(영어: USS Lexington)은 미 해군의 항공모함이다. 또한 렉싱턴급 항공모함의 네임쉽이다. 미 해군에서 렉싱턴의 이름을 계승한 함으로는 이 함으로 4척이다. 애칭으로 "Gray Lady→회색 귀부인" 또는 "Lady Lex→렉스 여사"로 부르기도 했다. 순양전함으로 건조되었지만, 워싱턴 해군 조약으로 인해 그 계획은 취소되고, 항공모함으로 개조되었다. 1942년, 산호해 해전에서 침몰했다.

## 개요
공워싱턴 해군 조약으로, 렉싱턴 및 사라토가, 이 두 함은 기준 배수량이 33,000 톤이라고 발표됐지만, 만수 배수량은 40,000 톤이었다. 완성됐을 때는 세계 최대의 항공모함이었다.
렉싱턴은 전통식 홑단 비행갑판과 아일랜드식 함교구조, 또 에워싸인 뱃머리(enclosed bow) 등의 앞을 내다보는 설계로 큰 개조 과정을 거칠 필요없이 전쟁에 참전했다. 원래가 순양전함으로 설계되었기 때문에 항공모함이라고 해도 항속이 빠르고 큰 비행기 탑재 능력과 아울러 세계 최우수의 항공모함이었다. 다만, 후대의 미국 항공모함과는 다르게 뱃전이 밀폐된 구조로 되어있어 나중에 산호해 해전에서 격침되는 원인이 됐다. 1936년에는 비행갑판을 확장하고 굴뚝 상부의 플랫폼 신설했고, 1940년에는 대공용 레이다가 탑재되었다.

## 함대 이력
렉싱턴은 순양전함 (CC-1)으로서 1921년 1월 8일에 매사추세츠주 퀸시의 포리버 조선소에서 기공됐다. 워싱턴 해군 조약으로 인해, 순양전함으로의 건조가 취소되어, 1922년 7월 1일에 항공모함으로 함종이 변경되었다. 1925년 10월 3일, 미 해군성 차관인 테어도어 더글라스 로빈슨의 부인의 힘으로 진수되었다. 1927년 12월 14일에는 초대 함장, 알베르트 W. 마셜 대령의 지휘 아래 취역했다.
렉싱턴은 태평양 전쟁에 배속되어, 이후 침몰될 때까지 그곳에서 임무를 수행했다. 1928년에는 캘리포니아주, 산페드로로 가서 함대와 합류했다. 산페드로를 모항으로 하여 렉싱턴은 서해안에서 항공단과 착륙 훈련, 전술 연습을 수행하고, 계속해서 하와이, 카리브해, 파나마 운하 및 동태평양에서의 연습에 매년 참가했다. 1941년 가을에는 하와이에서 전술 연습을 하기 위해 출항했다.
진주만 공격이 행해진 1941년 12월 7일, 렉싱턴은 제 12 임무 부대에 소속되어 미드웨이의 전력을 강화하기 위해 수송하다가 진주만에서 해병대의 항공기를 만났다. 렉싱턴은 즉시 일본 함대 수색을 위해 정찰기를 발진시켰다. 오전에는 오아후섬 남서쪽을 탐색하는 중순양함 인디애나폴리스와 항모 엔터프라이즈의 임무 부대와 합류하기 위해 남쪽으로 향했다. 12월 13일에는 진주만으로 귀항했다.
1942년 1월 11일, 렉싱턴은 윌슨 브라운 중장이 지휘하는 제11임무부대의 기함으로서 진주만에서 출격했다. 2월 16일, 제11임무부대는 뉴브리튼섬라바울로 공격하려했다. 21일에 공격 예정이었지만 그 전날인 20일에 2번에 걸쳐서 일본기의 공격을 받았다. 그 공격 때문에 부대는 라바울 공격을 취소했다. 3월 6일, 부대는 항공모함 요크타운을 기함으로 삼아 제17임무부대에 합류했다. 3월 10일, 두 항공모함의 공격대는 오웬 스탠리 산맥을 넘어 살라마우아와 라에를 공격했다. 3월 26일, 렉싱턴은 진주만으로 돌아왔다.
대공화기를 강화하기 위해 8인치 함포를 5인치 지공 겸용표로 교체할 예정이였다가, 설치가 늦어져서 28밀리의 대공기관포를 탑재한 상태로 산호해 해전에 참가했다. 같은 싸움에서는 5월 7일, 아군 항공모함 요크타운과 협동하여 일본군 항공모함 쇼호를 격침시키고, 다음 날에는 같은 쇼카쿠에 큰 피해를 주었지만, 자신도 일본군 함재기의 공격으로 어뢰 2개, 폭탄 2발을 맞았다. 침수와 화재는 막았지만, 탄환에 맞아서 누출된 항공용 가솔린이 폭발하여, 큰 화재가 일어났다. 그로 인해, 소화가 불가능했기 때문에 아군 구축함의 어뢰를 맞고 침몰했다. 여기서 장갑화된 비행갑판이 원인이 되어 피해가 더 컸다. 침몰한 잔해는 2018년에 발견되었다.
렉싱턴은 제2차세계대전 중 전공을 인정받아 두 개의 성장(星章)을 받았다. 렉싱턴과 자매함, 사라토가는 증기 터빈 추진 방식을 사용하고 있었다. 1939년과 1940년 겨울에는, 그 발전 능력으로 30일에 걸쳐 터코마에 전력을 공급했다.

## 참고 자료
- Friedman, Norman (1983). U.S. Aircraft Carriers: An Illustrated Design History. Annapolis, Maryland: Naval Institute Press. ISBN 0-87021-739-9. (Google Books link)
- Johnston, Stanley (1942). Queen of the Flat-tops (The USS Lexington and the Coral Sea Battle, With Pictures). E. P. Dutton & Co., Inc.
- This article includes text from the public domain Dictionary of American Naval Fighting Ships.